# Nationella arkeologiska parken i Tierradentro
Nationella arkeologiska parken i Tierradentro är ett världsarv och en park med ett antal monumentala människoliknande statyer. Området ligger nära Inzá i departementet Cuaca i Colombia.